# Heritage Village
Heritage Village – jednostka osadnicza w Stanach Zjednoczonych, w stanie Connecticut, w hrabstwie New Haven.